# Hiloki járás
A Hiloki járás (oroszul Хилокский район) járás Oroszország Bajkálontúli határterületén. Székhelye Hilok.
A járást 1926-ban hozták létre.

## Népessége
- 2002-ben 33 434 lakosa volt.
- 2010-ben 31 760 lakosa volt.